# Samuel Samossoud
Samuel Samossoud (en russe : Самуил Абрамович Самосуд) est un chef d'orchestre soviétique, né le 18 mai 1884 à Tiflis (actuelle Géorgie) et mort le 6 novembre 1964 à Moscou.

## Biographie
Il commence sa carrière musicale au violoncelle, avant de diriger, à Pétrograd (devenue ensuite Léningrad), le Théâtre Mariinsky en 1917, puis après la Révolution d'Octobre le Théâtre Maly de 1918 à 1936. Il enseigne au Conservatoire de Léningrad à partir de 1929 et devient professeur en 1934.
En 1936-1943, il est directeur musical du Théâtre Bolchoï à Moscou, en 1943-1950, du Théâtre académique musical de Moscou. Il fonde l'Orchestre philharmonique de Moscou en 1951.

## Répertoire
Il a notamment dirigé les premières de plusieurs œuvres de Dmitri Chostakovitch (les opéras Le Nez et Lady Macbeth de Mzensk, la symphonie no 7 "Léningrad") ou de Prokofiev (la musique du film Alexandre Nevski, l'opéra Guerre et paix).

## Récompenses
- ordre de l'Insigne d'honneur (1936)
- artiste du peuple de la RSFSR (1936)
- artiste du peuple de l'URSS (1937)
- ordre du Drapeau rouge du Travail (1957)
- prix Staline de 2e classe (1941), pour l'opéra Ivan Soussanine de Mikhaïl Glinka
- prix Staline de 1er classe (1947), pour l'opéra Guerre et Paix de Sergueï Prokofiev
- prix Staline de 2e classe (1952), pour l'opéra La Famille de Taras de Dmitri Kabalevski
- ordre de Lénine (1937)
- ordre du Drapeau rouge du Travail (1964)